# Bianchi cavalli d'agosto
Pour plus de détails, voir Fiche technique et Distribution.
Bianchi cavalli d'agosto est un film dramatique italien réalisé par Raimondo Del Balzo et sorti en 1975.

## Synopsis
Le petit Barney et son chien Clipper se rendent en famille à Pugnochiuso, sur le promontoire du Gargano, pour passer leurs vacances. Barney se lie d'amitié avec Pasqualino, un jeune garçon qui travaille comme employé d'hôtel.
L'enfant doit endurer la séparation des parents, mais un accident grave dans lequel il se retrouve mêlé va décider les parents à faire la paix.
Le petit survit à une opération délicate ; après avoir caressé son border collie, il a la vision d'un cavalier semblable à un Touareg galoper au bord de la mer.

## Fiche technique
Sauf indication contraire, les informations mentionnées dans cette section peuvent être confirmées par la base de données cinématographiques IMDb,  présente dans la section « Liens externes ».
- Titre original italien et titre français : Bianchi cavalli d'agosto[1] (litt. « Chevaux blancs en août »)
- Réalisation : Raimondo Del Balzo
- Scenario : Raimondo Del Balzo
- Photographie :	Roberto D'Ettorre Piazzoli
- Montage : Angelo Curi
- Musique : Franco Micalizzi
- Décors : Claudio Cinni
- Costumes : Franco Carretti
- Trucages : Otello Sisi
- Société de production : Rusconi Film
- Pays de production :  Italie
- Langue originale : Italien
- Format : Couleur par Eastmancolor - Son mono - 35 mm
- Durée : 95 min (1 h 35[1])
- Genre : Melodramma strappalacrime
- Dates de sortie :
  - Italie : 17 avril 1975

## Distribution
- Jean Seberg : Lea Kingsburg
- Frederick Stafford : Nicholas Kingsburg
- Renato Cestiè : Barney
- Alberto Terracina : Aldo Tavani
- Antonino Faà di Bruno (it) : L'aubergiste
- Ciccio Ingrassia : Le pêcheur
- Paolo Paoloni : L'infirmier
- Lorenzo Piani
- Vittorio Fanfoni
- Vanna Brosio : L'infimière
- Filippo Fantini : Pasqualino
- Carlo Gaddi : Le chirurgien